# Amphixystis ichnora
Amphixystis ichnora är en fjärilsart som beskrevs av Edward Meyrick 1911. Amphixystis ichnora ingår i släktet Amphixystis och familjen äkta malar.
Artens utbredningsområde är Seychellerna. Inga underarter finns listade i Catalogue of Life.